# Bobrowe
Bobrowe (prononciation : [bɔˈbrɔvɛ]) - (en Ukrainien: Боброве, Bobrove) est un village polonais de la gmina de Gorzków dans le powiat de Krasnystaw de la voïvodie de Lublin dans l'est de la Pologne.
Il se situe à environ 13 kilomètres à l'ouest de Krasnystaw (siège du powiat) et 42 kilomètres au sud-est de Lublin (capitale de la voïvodie).

## Histoire
De 1975 à 1998, le village est attaché administrativement à la Voïvodie de Zamość.

Depuis 1999, il fait partie de la nouvelle voïvodie de Lublin.